# Мисс Казахстан 2022
Мисс Казахстан 2022 (каз. Мисс Қазақстан 2022, каз. Miss Qazaqstan 2022) — 24-й национальный конкурс красоты Мисс Казахстан. Финал конкурса прошёл 18 ноября 2022 года во Дворце Республики (Алма-Ата). Победительницей стала представительница города Астаны — Томирис Какимова.

## Закулисье

Дворец Республики место проведения конкурса красоты

Победительница получила новую корону, покрытую платиной и инкрустирована 600 камнями циркония.
На мероприятии выступили — Raim, Amre, Luina, Дастан Оразбеков, группа Ninety One и Светлана Лобода.
Перед финалом участницы находились в специально созданном лагере с целью подготовки к конкурсу.

## Результаты
Результат конкурса:
| Итоговый результат        | Участница                                                                 |
| ------------------------- | ------------------------------------------------------------------------- |
| Победительница            | - Томирис Какимова                                                        |
| Мисс Вселенная Казахстан  | - Диана Ташимбетова (лишена короны) (Позже назначена Мисс Шарм Казахстан) |
| Мисс Вселенная Казахстан  | - Томирис Заир (Приняла титул Мисс Вселенная Казахстан)                   |
| Мисс Земля Казахстан      | - Дильназ Тилаева                                                         |
| Мисс народное голосование | - Алтыния Газизова                                                        |

## Жюри
Состав жюри:
- Айдай Исаева — президент конкурса;
- Динара Сатжан — журналист;
- Жан Муканов — продюсер;
- Бауржан Шадибеков — директор моды;
- Аружан Джазильбекова — актриса;
- Азамат Сатыбалды — актёр;
- Дана Есеева — блогер;
- Светлана Лобода — украинская певица.

## Участницы
Список участниц:
| Участница           | Возраст | Рост | Город     | Итоговое место                           | Примечание                                                                                    |
| ------------------- | ------- | ---- | --------- | ---------------------------------------- | --------------------------------------------------------------------------------------------- |
| Томирис Заир        | 19      | 179  | Алматы    | Мисс Вселенная Казахстан                 |                                                                                               |
| Диана Ташимбетова   | 19      | 179  | Алматы    | Мисс Вселенная Казахстан (лишена короны) |                                                                                               |
| Зарина Нуржанова    | 18      | 176  | Шымкент   |                                          |                                                                                               |
| Дильназ Тилаева     | 19      | 176  | Алматы    | Мисс Земля Казахстан                     |                                                                                               |
| Жанель Мырзатаева   | 18      | 176  | Атырау    |                                          |                                                                                               |
| Нина Доброжан       | 18      | 173  | Костанай  |                                          |                                                                                               |
| Наиля Муталиева     | 21      | 173  | Алматы    |                                          |                                                                                               |
| Назерке Абылайхан   | 17      | 173  | Туркестан |                                          |                                                                                               |
| Рамина Ибрагимова   | 24      | 172  | Алматы    |                                          |                                                                                               |
| Мадина Макишева     | 19      | 171  | Караганда |                                          |                                                                                               |
| Томирис Какимова    | 24      | 170  | Астана    | Мисс Казахстан 2022                      |                                                                                               |
| Диана Ихтиярова     | 21      | 167  | Темиртау  |                                          | По другим данным ей 22 года.                                                                  |
| Балнур Рахимова     | 18      | 167  | Шымкент   |                                          | По другим данным ей 19 лет. Имя было указано как Балнұр.                                      |
| Орынгуль Едиге      | 19      | 169  | Актобе    |                                          | По другим данным ей 18 лет. В другом спике участниц, конкурсантка записана как Орынгүл Едіге. |
| Азиза Сыздыкова     | 25      | 171  | Кокшетау  |                                          |                                                                                               |
| Зарина Беккалиева   | 22      | 172  | Кокшетау  |                                          |                                                                                               |
| Дина Кондратюк      | 23      | 173  | Астана    |                                          | По другим данным ей 24 года.                                                                  |
| Маржан Ержанова     | 19      | 171  | Тараз     |                                          |                                                                                               |
| Дильяра Жумабай     | 21      | 175  | Астана    |                                          |                                                                                               |
| Карина Абдулхаирова | 22      | 176  | Алматы    |                                          |                                                                                               |
| Алтыния Газизова    | 18      | 176  | Семей     | Мисс people choice                       |                                                                                               |
| Эльма Калмурзаева   | 19      | 178  | Алматы    |                                          |                                                                                               |
| Елара Нигомет       | 20      | 178  | Павлодар  |                                          | По другим данным ей 21 год.                                                                   |

## Выбывшие города
- Выбыли две участницы: одна девушка по семейным обстоятельствам, а вторая — заболела[1][2].

## Скандал с отбором участниц
В финал национального конкурса красоты не прошли представительницы городов Петропавловск, Актау, Тараз, Кызылорда, Оскемен, Орал и Талдыкорган. По словам директора «Мисс Казахстан» причина того, что победительницы указанных регионов не принимают участие в полуфинале не в полной мере соответствовали требованиям конкурса. По словам одного из региональных директоров причиной отказа стало неожиданное проведение республиканского полуфинала.

### Комментарии
1. ↑  На момент участия в конкурсе

### Сноски
1. 1 2 3 4 5 6 7  Появились фото финалисток "Мисс Казахстан-2022". Дата обращения: 16 ноября 2022. Архивировано 16 ноября 2022 года.
2. 1 2 3 4 5 6 7 8  Miss Qazaqstan-2022: Выбирая самую красивую, подразумеваем и самую интеллектуальную. Дата обращения: 16 ноября 2022. Архивировано 16 ноября 2022 года.
3. 1 2 3 4 5  Кто будет бороться за звание "Мисс Казахстан-2022" (фото). Дата обращения: 16 ноября 2022. Архивировано 14 ноября 2022 года.
4. 1 2  Скандал назревает вокруг конкурса «Мисс Казахстан». Дата обращения: 16 ноября 2022. Архивировано 16 ноября 2022 года.
5. ↑  Финал республиканского конкурса красоты «Мисс Казахстан-2022» можно будет увидеть уже в эту пятницу в прямом эфире. Дата обращения: 17 ноября 2022. Архивировано 17 ноября 2022 года.
6. 1 2 3  «Мисс Казахстан-2022» выбрали в Алматы (фото). Дата обращения: 18 ноября 2022. Архивировано 18 ноября 2022 года.
7. 1 2 3 4 5 6 7 8  Студентки и путешествия — финалистки «Мисс Казахстан» будоражат публику. Дата обращения: 16 ноября 2022. Архивировано 16 ноября 2022 года.
8. ↑  Мисс Казахстан 2022: эксклюзивное интервью с экспертом по культуре Общественного совета Алматы Советом Сеитовым. Дата обращения: 18 ноября 2022. Архивировано 18 ноября 2022 года.
9. ↑  «Мисс Алматы-2022»: названо имя победительницы. Дата обращения: 16 ноября 2022. Архивировано 29 ноября 2022 года.
10. ↑  «Мисс Атырау — 2022» стала 18-летняя студентка. Дата обращения: 16 ноября 2022. Архивировано 16 ноября 2022 года.
11. 1 2 3  Определены «Мисс Актау», «Мисс Костанай» и «Мисс Караганда». Дата обращения: 16 ноября 2022. Архивировано 16 ноября 2022 года.
12. ↑  «Мисс Туркестан»: названо имя победительницы. Дата обращения: 16 ноября 2022. Архивировано 16 ноября 2022 года.
13. ↑  Стала известна победительница «Мисс Актобе — 2022». Дата обращения: 16 ноября 2022. Архивировано 16 ноября 2022 года.
14. ↑  Определилась победительница конкурса красоты «Мисс Павлодар-2022» (фото). Дата обращения: 16 ноября 2022. Архивировано 16 ноября 2022 года.
15. ↑  Выбрана «Мисс Петропавловск — 2022». Дата обращения: 16 ноября 2022. Архивировано 16 ноября 2022 года.
16. ↑  Названо имя победительницы «Мисс Кызылорда — 2022». Дата обращения: 16 ноября 2022. Архивировано 16 ноября 2022 года.
17. ↑  Выбрана «Мисс Усть-Каменогорск — 2022». Дата обращения: 16 ноября 2022. Архивировано 16 ноября 2022 года.
18. ↑  16-летняя девушка стала «Мисс Уральск — 2022». Дата обращения: 16 ноября 2022. Архивировано 16 ноября 2022 года.
19. ↑  Директор «Мисс Казахстан» прокомментировала скандал с конкурсом. Дата обращения: 16 ноября 2022. Архивировано 16 ноября 2022 года.